# المار شفر
المار شفر (به آلمانی: Elmar Schäfer) (۲۵ مه ۱۹۱۳ – ۱۶ آوریل ۱۹۸۳) خلبان نظامی آلمانی در دوره رایش سوم بود که در جریان جنگ جهانی دوم در نیروی بمب‌افکن شیرجه‌ای لوفت‌وافه خدمت کرد و موفق به دریافت نشان عالی صلیب شوالیه صلیب آهنین شد.

## زندگی
المار شفر سال ۱۹۳۵ از نیروی زمینی آلمان به لوفت‌وافه منتقل شد. ماه مارس سال ۱۹۳۹ با درجه ستوان دوم در اسکادران ۲ جناح ۱۶۰ بمب‌افکن شیرجه‌ای خدمت می‌کرد. با آغاز جنگ جهانی دوم، در جریان نبرد نروژ بخشی از اسکادران ۱ جناح ۱ بمب‌افکن شیرجه‌ای بود و توانست به بیترن، کشتی جنگی بریتانیایی آسیب بزند. به جهت این موفقیت و سایر دستاوردها نشان عالی صلیب شوالیه صلیب آهنین به او اعطا شد. سال ۱۹۴۱ مدتی در جبهه شرقی حضور داشت و سپس مدرس دانشکده بمب‌افکن شیرجه‌ای شد. ماه فوریه سال ۱۹۴۲ به درجه سروانی ترفیع گرفت و شروع به پرواژ با هواگرد یونکرس یو ۸۸ در جناح ۱ لِر کرد. اوایل سال ۱۹۴۳ به پرواز با هواگرد اشتوکا مراجعت نمود. ماه ژوئیه سال ۱۹۴۴ فرمانده گروه ۱ جناح ۱۰۱ رزمی بود. سال ۱۹۴۵ ریاست دانشکده خلبانی آ۲ را بر عهده داشت؛ جایی که در اثر سقوط هواگرد مسرشمیت ب‌اف ۱۰۹ مجروح شد و مابقی طول جنگ را در بیمارستان گذراند.

## نشان‌ها
- صلیب آهنین درجه ۲ و ۱
- صلیب شوالیه صلیب آهنین: ستوان دوم - در اسکادران ۱ گروه ۱ جناح ۱ بمب‌افکن شیرجه‌ای: ۹ مه ۱۹۴۰
- سپر دمیانسک
- نشان خلبان[۳]

## کتابشناسی
- Goss, Chriss (2018). Knights of the Battle of Britain: Luftwaffe Aircrew Awarded the Knight's Cross in 1940. Barnsley, Pen & Swords Books.